# بون هيلم
بون هيلم (بالإنجليزية: Boone Helm) هو قاتل متسلسل أمريكي، ولد في 28 يناير 1828 في مقاطعة لينكن في الولايات المتحدة، وتوفي في 14 يناير 1864 في فيرجينيا سيتي في الولايات المتحدة بسبب شنق.